# Schmittova vila
Schmittova vila neboli Schmittův zámek v Českém Dubu v Libereckém kraji je i s přilehlým parkem zapsaná jako kulturní památka v Ústředním seznamu nemovitých kulturních památek České republiky. Památkově chráněný areál bývalého sídla textilního podnikatele Franze Schmitta v místní části Český Dub IV je zároveň součástí městské památkové zóny Český Dub, vyhlášené 10. září 1992. Vila Franze Schmitta slouží jako domov pro seniory, provozovaný městskou příspěvkovou organizací Domov důchodců Český Dub.

## Historie
V místě, které se nachází severozápadně od historického centra města mezi pravým břehem potoka Ještědky a dnešními ulicemi Zámeckou a V Parku stával kdysi rozlehlý hospodářský dvůr, zvaný Michalovský. Po polovině 19. století bývalý barokní panský dvůr zakoupil od rodiny Rohanů vlivný severočeský průmyslník Franz Schmitt a v letech 1873–1874 si zde nechal postavit reprezentativní rodinné sídlo, připomínající zámek. Přestavba areálu se uskutečnila podle projektu libereckého architekta Gustava Sacherse. Celý komplex se skládá ze samotné vily v podobě novorenesančního zámku a dalších objektů, jako je hospodářská a správní budova, konírny, vrátnice a rozlehlý park. Stavba Schmittovy vily do určité míry koresponduje s předchozím projektem Gustava Sacherse, což byla vila Johanna Liebiega mladšího v Liberci-Kristiánově, postavená v letech 1870–1872.
Autorem proměny rozlehlých ploch v krajinářský park anglického typu, která se uskutečnila v roce 1869, byl známý německý zahradní architekt Eduard Petzold (1815–1891), jenž se mimo jiné proslavil dokončením parku v Muskau v Horní Lužici, založeným výstředním hrabětem (a nadaným uměleckým zahradníkem) Hermannen von Pückler-Muskau. Prvním dílem Eduarda Petzolda v Českých zemích byl projekt úpravy parku u zámku ve Smiřicích pro libereckého továrníka Johanna Liebiega z roku 1868. Předpokládá se, že Euarda Petzolda se pro realizaci krajinného parku v Českém Dubu podařilo získat díky úzkým vztahům mezi podnikatelskými rodinami Schmittů a Liebiegů. Průčelí Schmittovy vily, obrácenému směrem do parku, dominovala litinová konstrukce velké zimní zahrady se skleněnými výplněmi a s centrální kupolí. Tato pozoruhodná stavba zanikla po roce 1945.
K určitým úpravám a přestavbám Schmittova zámku došlo v roce 1907, jak v interiéru dosvědčuje secesní jídelna s dubovým táflováním a řezbářskou výzdobou. Vznikla patrně na základě projektu vídeňského architekta Wilhelma Klingenberga, který se v letech 1905–1907 zabýval secesní přestavbou českodubské radnice a v roce 1906 realizoval také secesní přestavbu vily Schmittova zetě, podnikatele Konráda Blaschky. Příslušníci Schmittovy rodiny museli jako občané německé národnosti v roce 1945 svůj majetek i město opustit. V roce 1950 byl v budově vily zřízen ústav sociálních služeb.
Parkové plochy se původně rozkládaly od Schmittova zámku až k Blaschkové vile. Na počátku 20. století však byl původní průhled parkem k Blaschkově vile uzavřen výstavbou budovy secesní vily čp. 12/IV a následnými úpravami parku. V roce 1996, kdy byl na území Městského parku vybudován českodubský dům s pečovatelskou službou, došlo k dalším změnám podoby parkových úprav.

### Franz Schmitt
Franz Schmitt (1816–1883) pocházel stejně jako jeho bratranci Johann a Franz Liebiegovi z východočeského Broumova. Vystudoval chemii na pražské polytechnice, byl na několika zahraničních studijních cestách a další zkušenosti získal během praxe u firem Johann Liebig & Co. v Liberci a Blaschka & Comp. v Hodkovicích nad Mohelkou. Franz Schmitt postupně vybudoval v Podještědí malé textilní impérium, jehož základem bylo pět významných podniků, dva v Českém Dubu a tři v Semilech. V roce 1869 získal Franz Schmitt šlechtický titul a zásluhy o zaměstnanost obyvatel Podkrkonoší byl jmenován čestným občanem města Semil.

S vlastní výrobou potiskovaných látek začal v roce 1843 v bývalé Slukově kartounce v Českém Dubu. Tovární areál tvořily zděné dvou- a třípodlažní budovy, v jejíchž podkroví byly umístěny sklady materiálu. Stroje v továrně byly zpočátku poháněny vodními koly, později zde byly instalovány turbíny. Vedle barevny byla v dalších letech poblíž zámeckého parku a Schmittova zámku postavena tiskárna látek. V době největšího rozmachu výroby před první světovou válkou v této továrně pracovalo 220 dělníků. Většina z nich bydlela na protilehlém břehu Ještědky v kolonii Šestidomy.Na přelomu 19. a 20. století bylo v podnicích, založených Franzem Schmittem a zahrnujících nejrůznější činnosti od tkaní látek, přes jejich úpravu a barvení až po potisk, zaměstnáno kolem 4 500 lidí.

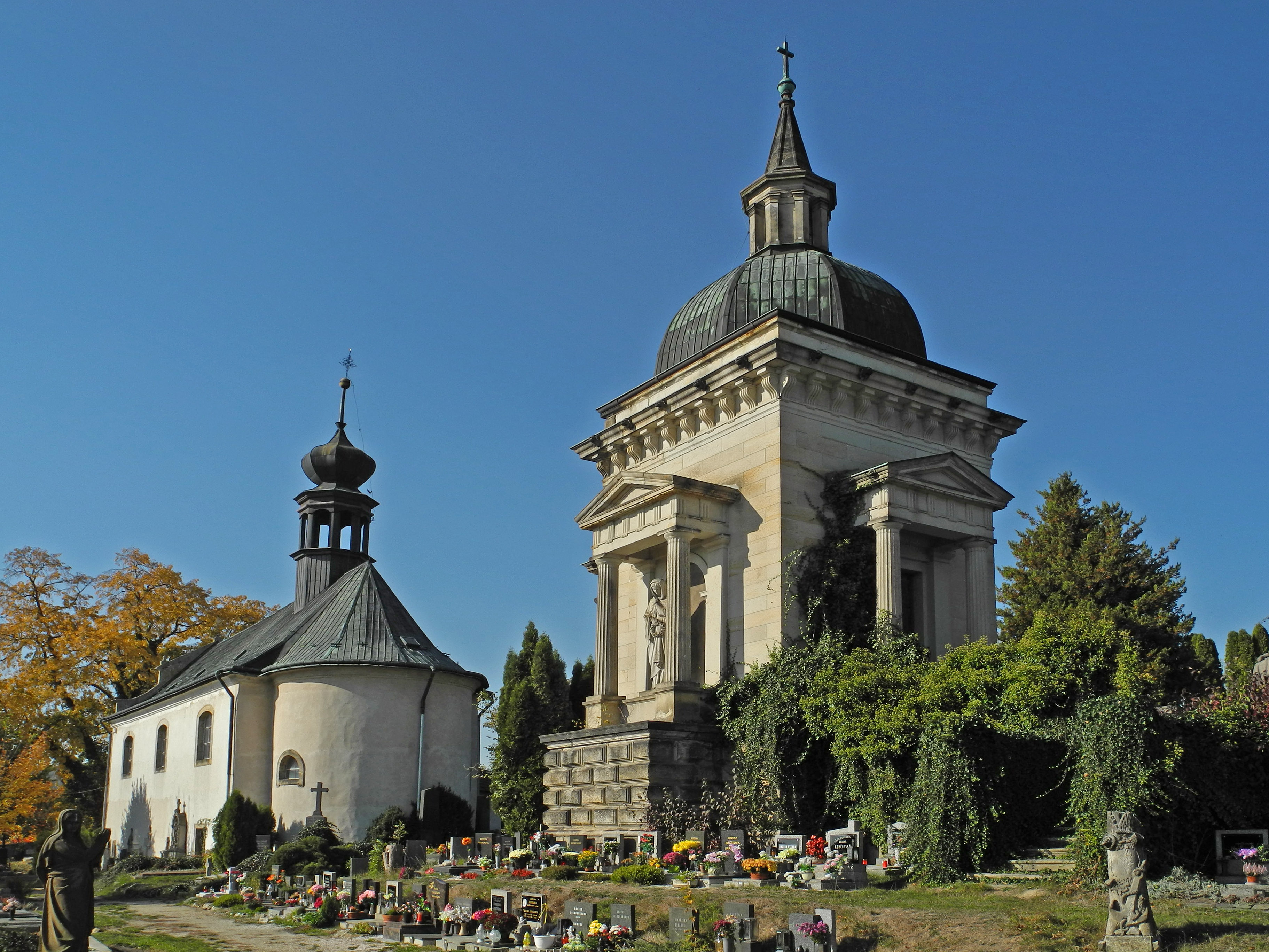
Monumentální hrobka rodiny Schmittů na hřbitově v Českém Dubu

Franz Schmitt měl významný podíl na rozvoji Českého Dubu v 19. století, a to jak z hlediska rozvoje hospodářského, tak i stavebního - usiloval například o vybudování železniční tratě z Hodkovic nad Mohelkou do Českého Dubu, což se mu však nepodařilo prosadit. Podporoval vzdělanost, sociální oblast i spolkovou činnost, v letech 1873–1877 dokonce zastával úřad okresního starosty.
Franz Schmitt měl tři dcery. Když zemřel 24. dubna 1883, stal se nástupcem ve firmě jeho zeť Conrad (Konrád) Blaschka, který pocházel z významné hodkovické podnikatelské rodiny. Konrád Blaschka byl manželem Schmittovy dcery Marie, která zemřela ve věku 20 let, a posléze se oženil s její sestrou Arabellou. Franz Schmitt nechal postavit svému zeti v letech 1880–1881 rodinnou vilu na pozemku jižně od vlastního zámeckého sídla a od sousedního průmyslového areálu. Marie Blaschková, dcera Konráda Blaschky z prvního manželství a vnučka Franze Schmitta, se po roce 1900 provdala za jednoho z nejvýznamnějších členů rodu libereckých Liebiegů – Theodora von Liebiega, známého podnikatele, barona a také jednoho z prvních automobilistů na území Rakouské monarchie.
V roce 1888, pět let po smrti Franze Schmitta, byly v Českém Dubu jeho jménem a jmény příslušníků Schmittovy rodiny pojmenovány některé ulice ve městě, jako například Schmittstraße, vedoucí směrem do Osečné, Idastraße na cestě k Mnichovu Hradišti nebo Hedwigstraße.

## Popis

### Areál Schmittovy vily
Vila je součástí širšího areálu, který zahrnuje i Schmittovu tiskárnu vlněných látek, zvanou Horní továrna. Tato továrna stojí v bezprostředním sousedství vily. Poblíž Horní továrny se nachází dělnická kolonie Šestidomy (čp. 53–58), kterou navrhl rovněž Gustav Sachers a která sloužila k ubytování firemních zaměstnanců. V interiéru vily se částečně zachovaly původní reprezentativní interiéry, v prvé řadě velký salon s bohatou štukovou výzdobou a dvěma krby se zrcadly a také secesní jídelna z roku 1907.
V budově zámku čp. 39, který je vlastnictví Libereckého kraje, je domov pro seniory, provozovaný příspěvkovou organizací Domov důchodců Český Dub. Nedaleko hrázděného objektu bývalé vrátnice čp. 64 v jižní části někdejšího zámeckého parku je dům s pečovatelskou službou. Ukázky mobiliáře ze Schmittova zámku a z Blaschkovy vily doplnily expozice Podještědského muzea, stejně jako část Schmittovy sbírky uměleckých předmětů, která byla dříve umístěna v jeho vile.

### Umělecké sbírky
Franz Schmitt a jeho potomci vlastnili rozsáhlé sbírky uměleckých děl, jejichž výběr byl ovlivněn jak vkusem příslušníků bohaté podnikatelské rodiny, tak i jejich cestami po Evropě. Z původní kolekce sochařských děl ze sbírek F. Schmitta se v českodubském Podještědském muzeu, sídlícím v někdejší Blaschkově vile, zachovaly pouze čtyři práce. Součástí sbírek Podještědského muzea je také portrétní galerie rodiny Schmittů a Blaschků. Mezi obrazy jsou dále zastoupeny například práce rakouských malířů Eduarda a Huga Charlemontových, socha od jejich bratra Theodora Charlemonta nebo krajinomalby výtvarnice Hermine Ginzkey, jejíž život a tvorba byly spjaty s regionem severních Čech a se sousední Lužicí.
Nejpočetnější skupinu dochovaných předmětů představuje kolekce nábytku, který byl původně umístěn ve Schmittově a v Blaschkově vile. Podle soupisu majetku z pozůstalosti po Heleně von Schmitt, který vznikl mezi roky 1937–1944 a je uložený ve Státním oblastním archívu v Liberci, mobiliář ze Schmittova zámku tvořil nábytek barokní, klasicistní, empírový a také exempláře z období biedermeieru. Podle novějších průzkumů je však pravděpodobné, že některé kusy jsou napodobeninami starších vzorů. 

## Galerie

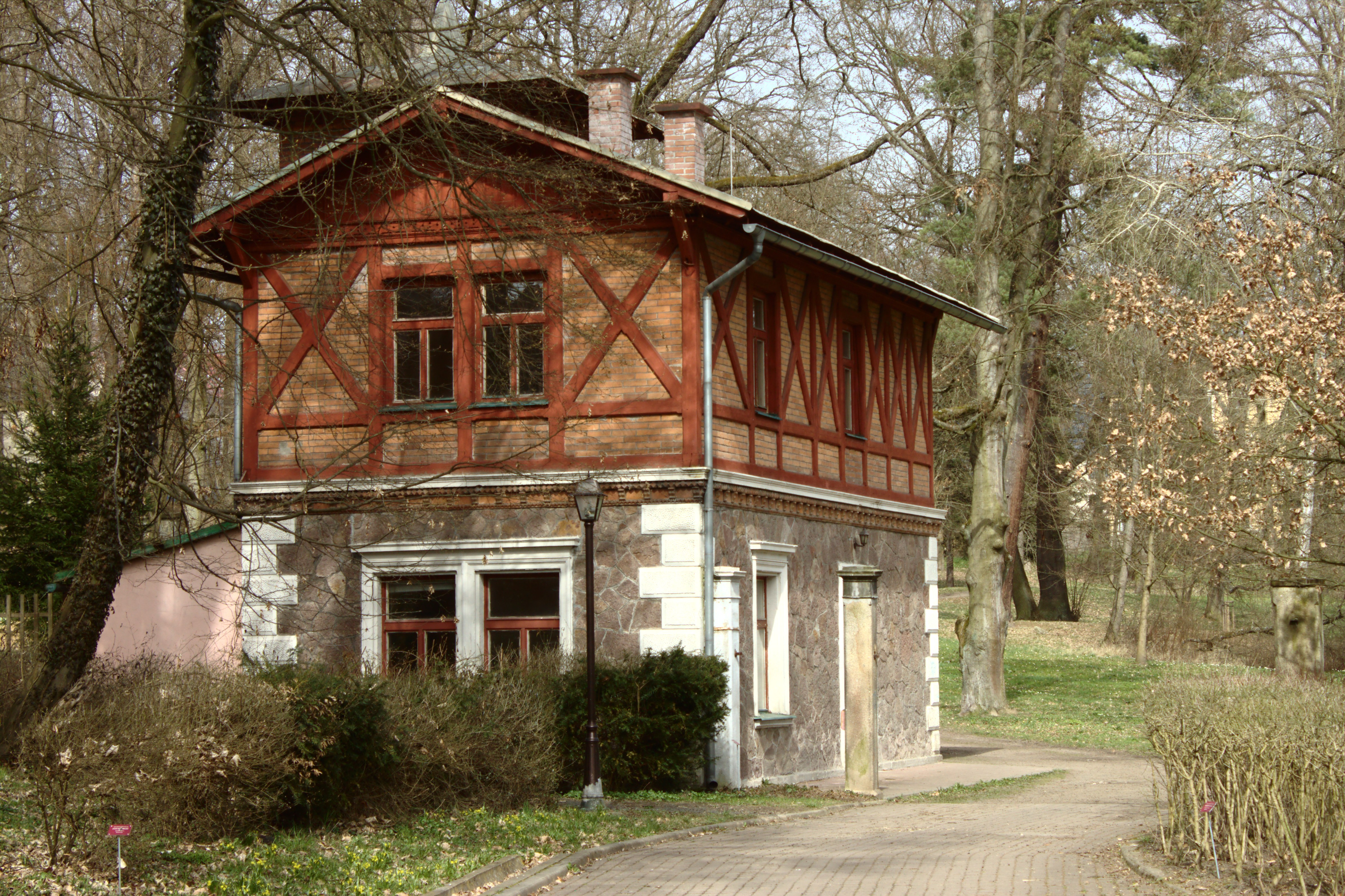
Hrázděný dům čp. 64, bývalá vrátnice zámku
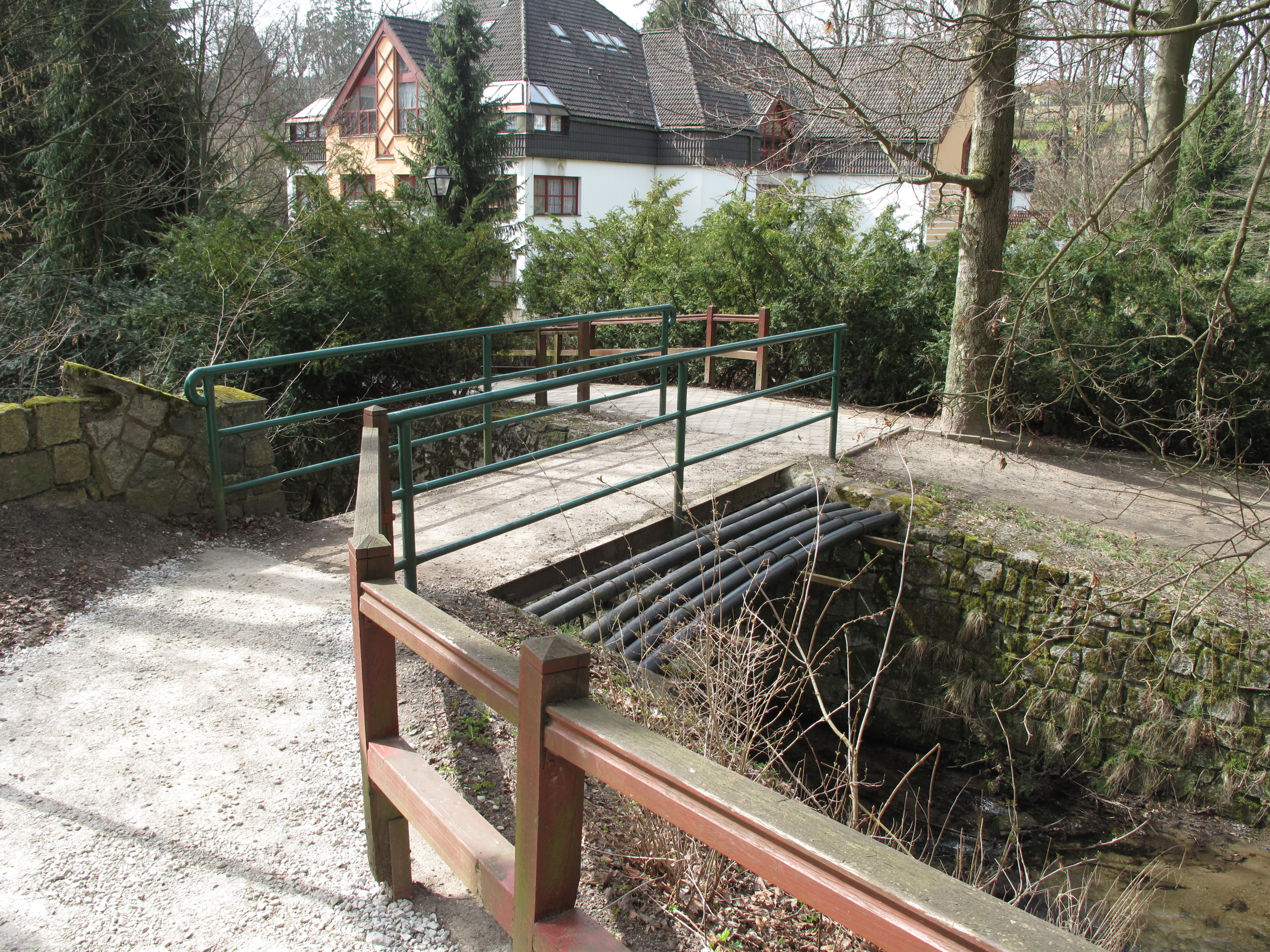
Cesta parkem k domu s pečovatelskou službou
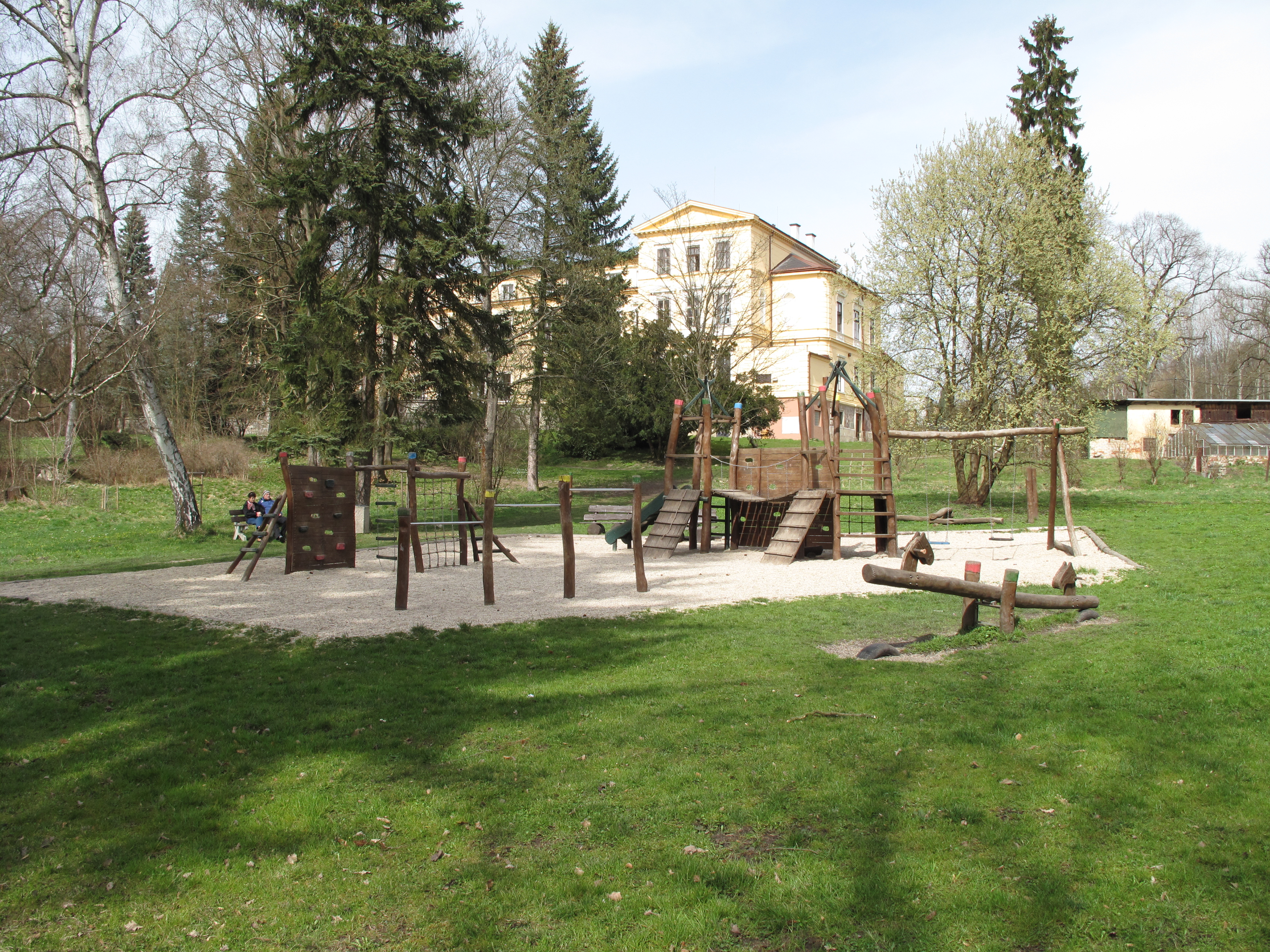
Dětské hřiště před Schmittovou vilou
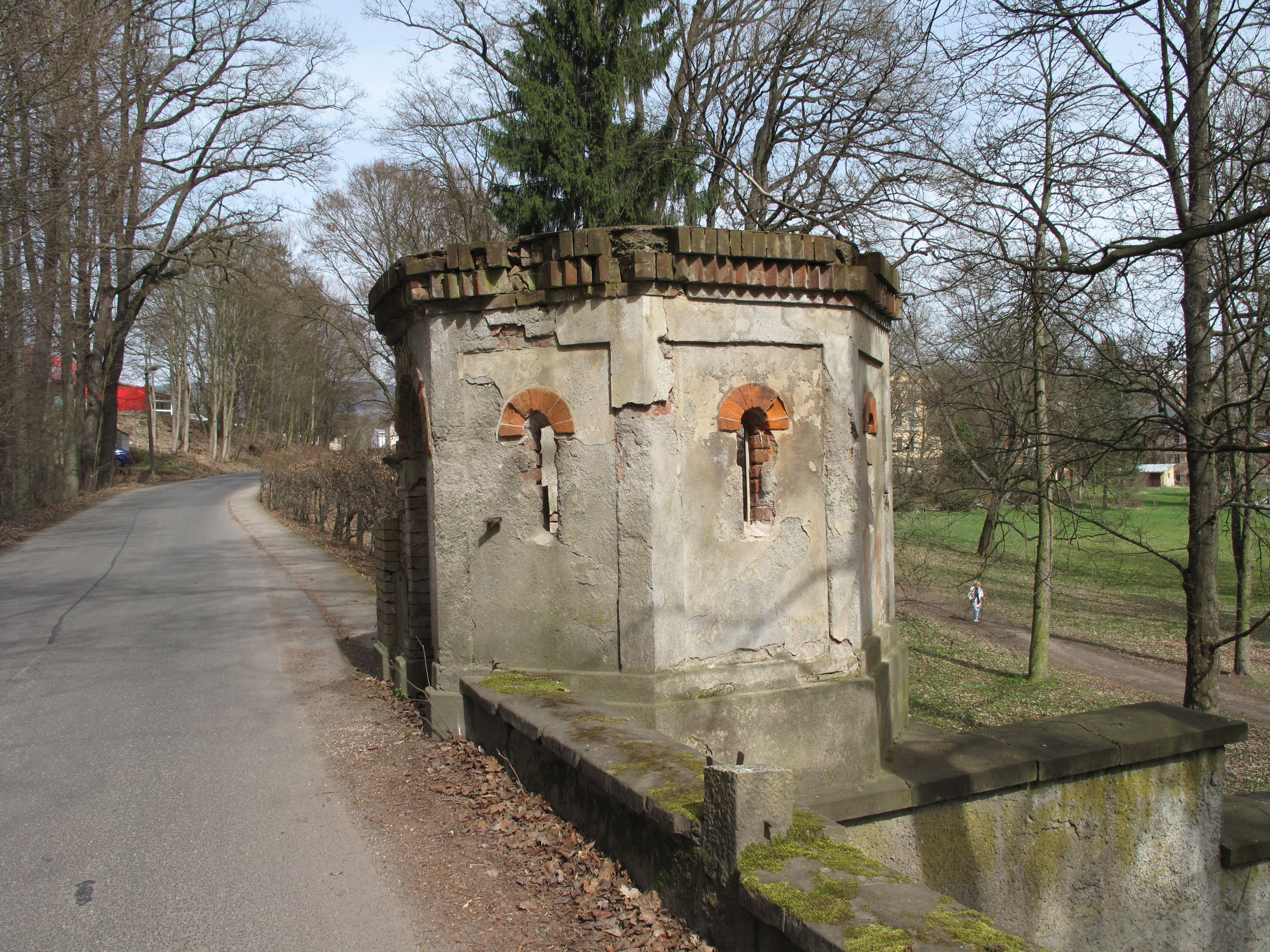
Zátiší s altánkem v zámeckém parku
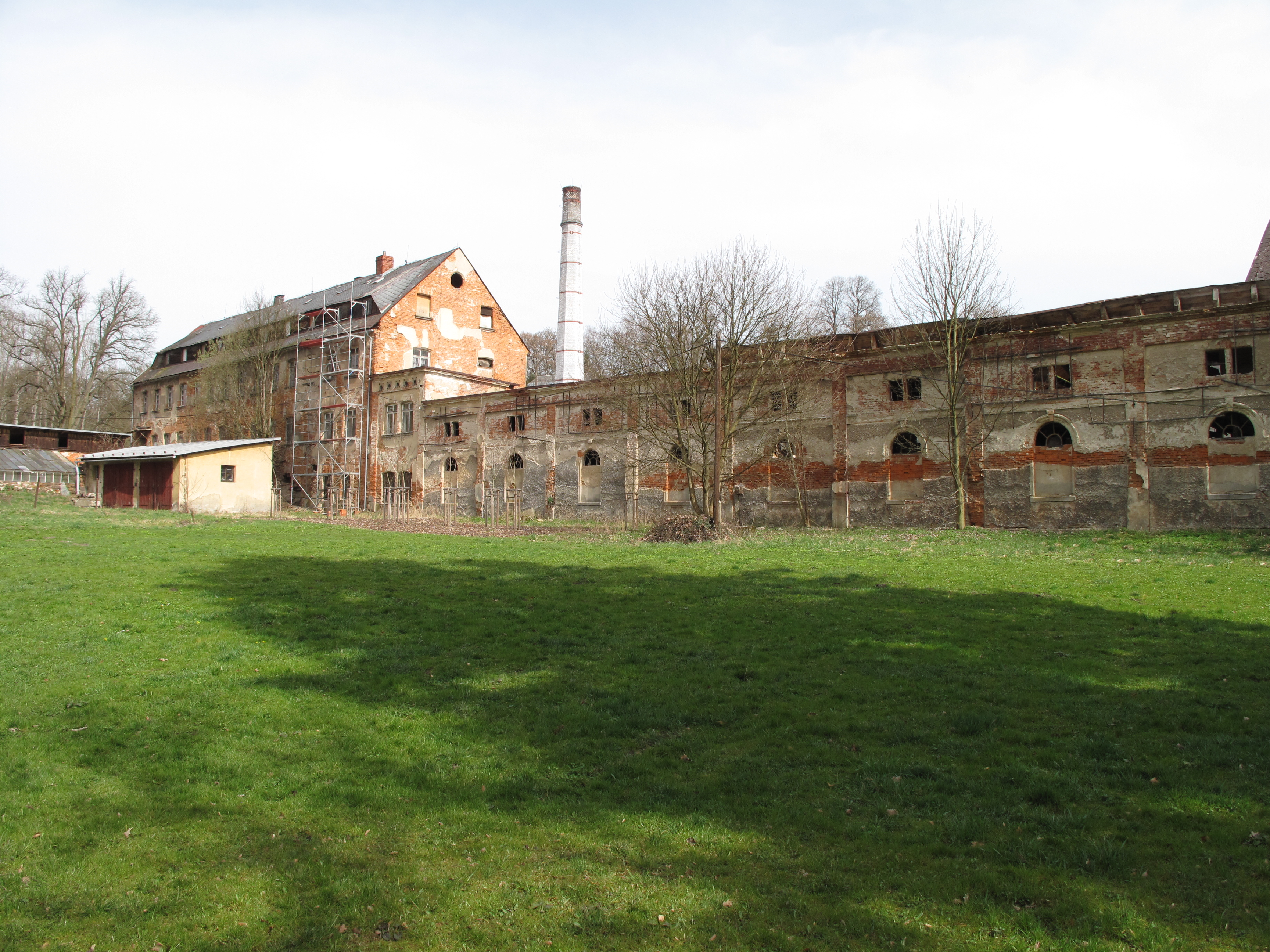
Pohled z parku na areál Schmittovy továrny
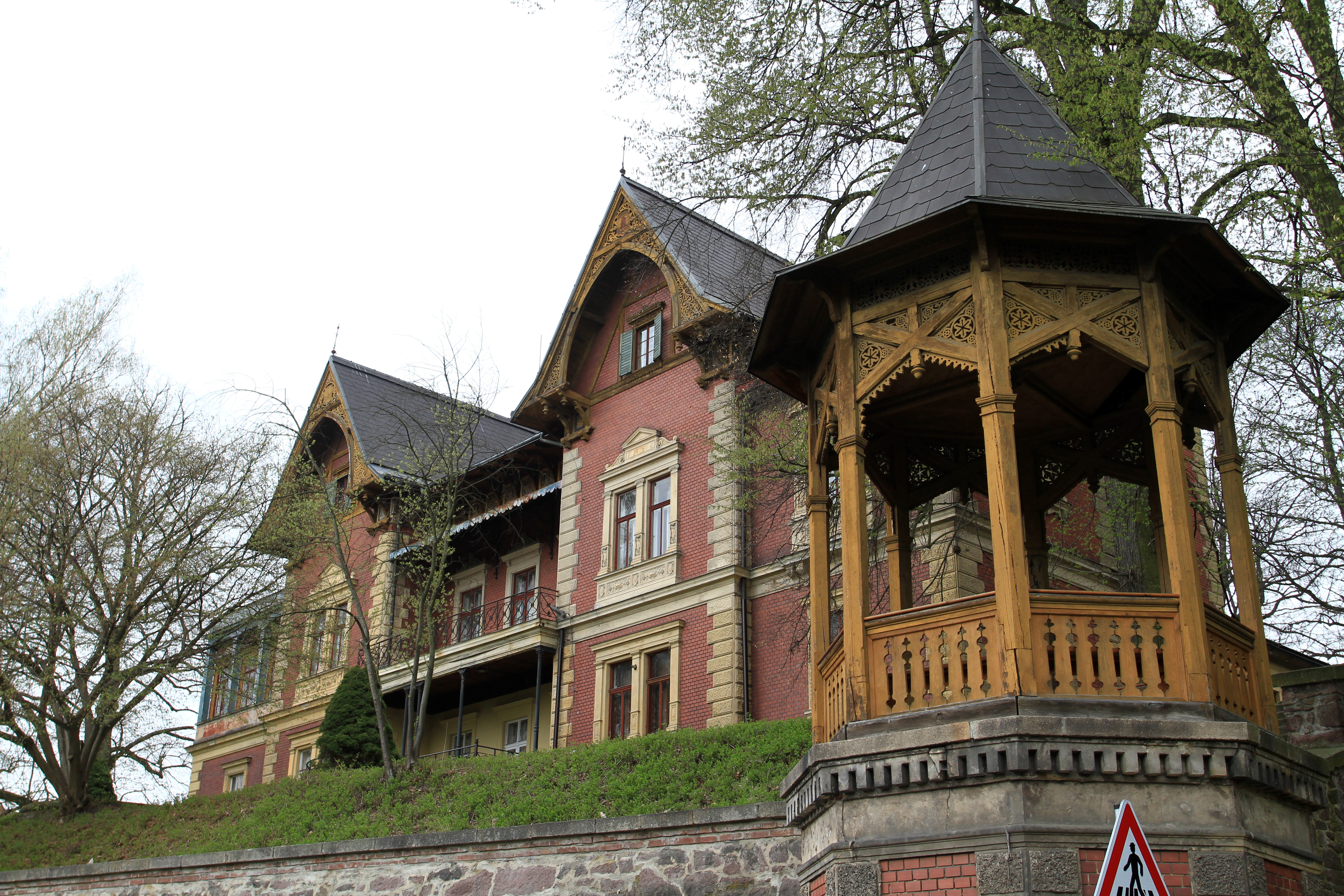
Podještědské muzeum v Blaschkově vile